# Gugești
Gugeşti é uma comuna romena localizada no distrito de Vrancea, na região de Moldávia. A comuna possui uma área de  km² e sua população era de 6763 habitantes segundo o censo de 2007.